# Wagner Lopes
Wagner Lopes (São Paulo, 1969. január 29. –) egy brazil származású japán válogatott labdarúgó.
A japán válogatott tagjaként részt vett az 1998-as világbajnokságon.

## Statisztika
| Japán válogatott | Japán válogatott | Japán válogatott |
| Időszak          | Mérk.            | gól              |
| ---------------- | ---------------- | ---------------- |
| 1997             | 6                | 3                |
| 1998             | 7                | 0                |
| 1999             | 7                | 2                |
| Összesen         | 20               | 5                |